# Boryzops
Boryzops là một chi bướm đêm thuộc họ Erebidae.

## Các loài
- Boryzops purissima (Dyar, 1910)